# 神谷純
神谷 純（かみや じゅん）は、日本のアニメーター、アニメ監督。かみやじゅんという表記もある。
東京都府中市在住。

## 略歴
日本アニメーション所属のアニメーターとしてデビューし、演出家志望だったのを機に退社した後、スタジオTOTOに移籍。
以降はstudioぴえろ作品を中心に参加している。

## 人物
- ハロー!プロジェクトの大ファンであり、自身のTwitterの8割はハロプロ関連（主に現場観賞報告など）と自ら明かしている。
- 怪獣のマニアでもある[4]。

## 参加作品

### テレビアニメ
1985年
- 小公女セーラ（原画）

1986年
- 宇宙船サジタリウス（-1987年、原画）

1988年
- つるピカハゲ丸くん（-1989年、絵コンテ）

1990年
- ふしぎの海のナディア（演出）

1991年
- 美味しんぼ（絵コンテ）
- 機甲警察メタルジャック（絵コンテ、演出）

1994年
- BLUE SEED（-1995年、監督）

1995年
- ママはぽよぽよザウルスがお好き（絵コンテ）

1996年
- 名犬ラッシー（絵コンテ）
- はじめ人間ゴン（絵コンテ）

1997年
- CLAMP学園探偵団（絵コンテ）

1998年
- 南海奇皇（-1999年、監督・絵コンテ・演出）

1999年
- 超速スピナー（絵コンテ）
- ぐるぐるタウンはなまるくん（-2001年、監督・絵コンテ・演出）
- GTO（-2000年、オープニング・エンディングアニメーション）

2000年
- 妖しのセレス（絵コンテ）

2001年
- 神鵰侠侶 コンドルヒーロー（OPアニメ）
- ヒカルの碁（-2003年、監督・絵コンテ・演出）

2005年
- エレメンタル ジェレイド（絵コンテ）
- ディノブレイカー（-2006年、監督・脚本・絵コンテ・演出）

2006年
- ザ・サード 〜蒼い瞳の少女〜（監督・絵コンテ・演出）
- サルゲッチュ 〜オンエアー〜 2nd（-2007年、監督・絵コンテ・演出）

2008年
- 破天荒遊戯（絵コンテ）
- ペンギンの問題（-2011年、監督・脚本・絵コンテ）

2012年
- キングダム（-2013年、監督・絵コンテ・演出）

2013年
- LINE OFFLINE サラリーマン（絵コンテ）
- 新ウルトラマン列伝「大怪獣ラッシュ ウルトラフロンティア」（-2014年、監督・絵コンテ）

2014年
- ワールドトリガー（-2015年、絵コンテ・演出）

2015年
- おそ松さん（-2017年、絵コンテ）

2016年
- 双星の陰陽師（-2017年、絵コンテ）

2017年
- トミカハイパーレスキュー ドライブヘッド 機動救急警察（絵コンテ）
- ポケットモンスター サン&ムーン（絵コンテ）
- ブラッククローバー（-2021年、脚本・絵コンテ）

2018年
- フューチャーカード 神バディファイト（-2019年、絵コンテ）
- シュタインズ・ゲート ゼロ（絵コンテ）
- ゴブリンスレイヤー（絵コンテ）

2019年
- けだまのゴンじろー（絵コンテ）
- 真・中華一番!（絵コンテ）

2020年
- ゾイドワイルド ZERO（絵コンテ）
- ハクション大魔王2020（絵コンテ）

2021年
- やくならマグカップも（監督・絵コンテ・演出）
- やくならマグカップも 二番窯（監督）

2022年
- ラブオールプレー（絵コンテ）

2023年
- 青のオーケストラ（絵コンテ）

2024年
- ちびまる子ちゃん（絵コンテ）

### 劇場アニメ
2007年
- 劇場版BLEACH The DiamondDust Rebellion もう一つの氷輪丸（演出）

2009年
- 劇場版ペンギンの問題 幸せの青い鳥でごペンなさい（監督）

2013年
- 大怪獣ラッシュ ウルトラフロンティア DINO-TANK hunting（監督）

2014年
- 大怪獣ラッシュ ウルトラフロンティア VEROKRON hunting（監督）

2018年
- ブラッククローバー オール魔法騎士感謝祭（絵コンテ）

### OVA
1987年
- よいこのたのしいクリスマス（アニメ）

1989年
- イース（第1 - 4巻、-1991年、監督・脚本・絵コンテ・演出）

1992年
- HUMANE SOCIETY 〜人類愛に満ちた社会〜（監督・絵コンテ・演出）

1993年
- ふぁんたじあ（監督・絵コンテ・演出）

1996年
- BLUE SEED2（-1998年、監督・絵コンテ・監修）

### 特撮
- ウルトラマンオーブ（2016年、画コンテ）

### 映画
- ゲゲゲの鬼太郎（2007年、VFX絵コンテ）
- ゲゲゲの鬼太郎 千年呪い歌（2008年、VFX絵コンテ）

### 作詞
- はなまるキングターボ 主題歌、はなまるくんえかきうた（ぐるぐるタウンはなまるくん）